# Daniel Lind Lagerlöf
Daniel Lind Lagerlöf (Stockholm, 6 februari 1969 - vermist in Tanumshede, 6 oktober 2011) is een Zweeds filmregisseur, schrijver en producent.

## Carrière
Lagerlöf begon zijn carrière als assistent bij de televisie. Zijn eerste korte film,  Föreställningen (De Voorstelling), regisseerde hij in 1990. In 1997 begon hij aan de in Zweden en Noorwegen succesvolle televisieserie Skärgårdsdoktorn. Toen deze serie in 2000 eindigde maakte hij een aantal Beck-films. Hierna maakte hij voor televisie de driedelige miniserie Bibliotekstjuven (De bibliotheekdief), die werd geschreven door zijn vrouw Malin Lind Lagerlöf. Dit was het laatste project dat hij voltooide.

## Vermissing
Lagerlöf wordt vermist sinds 6 oktober 2011 nabij Tanumshede waar hij werkte aan de voorbereidingen voor de verfilming van Camilla Läckbergs roman "Fjällbackamorden – Strandriddaren". De plaatselijke politie meldde op 9 oktober 2011 dat hij hoogstwaarschijnlijk van een steile klif naar beneden is gevallen en daarbij om het leven is gekomen. Hij laat zijn vrouw Malin Lind Lagerlöf en drie kinderen na.
Op 23 augustus 2013 is hij officieel dood verklaard.

## Filmografie

### regie
- 1990 – Föreställningen (kortfilm)
- 1997 – Skärgårdsdoktorn (tv-serie)
- 1998 – S:t Mikael (tv-serie)
- 1999 – Vägen ut
- 2001 – Bekännelsen (tv)
- 2001 – Hans och hennes
- 2002 – Beck - Annonsmannen (tv)
- 2003 – Beck - Pojken i glaskulan (tv)
- 2003 – Miffo
- 2005 – Buss till Italien
- 2005 – Carambole
- 2005 – Medicinmannen (tv-serie)
- 2006 – Svalan, katten, rosen, döden
- 2007 – Wallander - Pyramiden
- 2007 – Ett gott parti
- 2009 – Johan Falk - Operation näktergal
- 2009 – Johan Falk - De fredlösa
- 2011 – Skumtimmen
- 2011 – Bibliotekstjuven

### Productie
- Hans och hennes - 2001
- Miffo - 2003

- Bibsys: 1063870
- Biblioteca Nacional de España: XX1599532
- Gemeinsame Normdatei: 137285310
- International Standard Name Identifier: 0000 0001 1510 7474
- Library of Congress Control Number: no2008078928
- Nederlandse Thesaurus van Auteursnamen: 307924165
- Istituto Centrale per il Catalogo Unico: UBOV494740
- LIBRIS: 274288
- Virtual International Authority File: 4742264
- WorldCat: E39PBJccgDTMQTPVyjKqx6qvpP